# Apple Public Source License
Apple Public Source License (APSL) — ліцензія з відкритим кодом та вільним програмним забезпеченням, на підставі якої випущена операційна система Apple Darwin. Ліцензія на вільне програмне забезпечення з відкритим кодом була добровільно прийнята для подальшого залучення спільноти, більша частина якої вплинула на появу Darwin.
Перша версія Apple Public Source License була схвалена Open Source Initiative (OSI). Версія 2.0, випущена 29 липня 2003 року, також схвалена Фондом вільного програмного забезпечення (FSF), який вважає ліцензію прийнятною для розробників у роботі над проєктами, на які вже поширюється ця ліцензія. Однак FSF рекомендує розробникам не випускати нові проєкти за цією ліцензією, оскільки частковий копілефт не сумісний із ліцензією GNU General Public License і дозволяє здійснювати зв'язок із файлами, випущеними повністю як пропрієтарне програмне забезпечення. Ліцензія вимагає, щоб, якщо будь-які похідні вихідного джерела були випущені зовні, їх джерело повинно бути доступним; Фонд вільного програмного забезпечення порівнює цю вимогу з аналогічною у власній ліцензії Affero General Public License.
Багато випусків програмного забезпечення від Apple тепер переліцензовані за більш ліберальною ліцензією Apache License, наприклад стек Bonjour Zeroconf. Однак більшість вихідних кодів компонентів операційної системи залишаються під APSL.